# Eubaphe integra
Eubaphe integra är en fjärilsart som beskrevs av Walker 1866. Eubaphe integra ingår i släktet Eubaphe och familjen mätare. Inga underarter finns listade i Catalogue of Life.